# Küsnacht
Küsnacht is een gemeente en plaats aan het meer van Zürich in het Zwitserse kanton Zürich en maakt deel uit van het district Meilen. Küsnacht telt 12.748 inwoners.

## Geboren
- Severino Minelli (1909-1994), voetballer en voetbalcoach

## Overleden
- Elsa Burckhardt-Blum (1900-1974), architecte en kunstenares
- Traute Carlsen (1887-1968), Duits-Zwitserse actrice
- Marie-Louise von Franz (1915-1998), psycholoog
- Carl Gustav Jung (1875-1961), psychiater, psycholoog
- Julius Maggi (1846-1912), oprichter van Maggi
- Tina Turner (1939-2023), zangeres

## Bekende inwoners
- Monisha Kaltenborn, Formule 1-teambaas
- Thomas Mann (1875-1955), schrijver, Nobelprijswinnaar
- Conrad Ferdinand Meyer (1825-1898), dichter, schrijver
- Kimi Räikkönen, Formule 1-coureur
- Hannu Tihinen, voetballer